# Nemaspela ladae
Nemaspela ladae — вид печерних павукоподібних родини Nemastomatidae ряду косариків (Opiliones).

## Назва
Вид названий на честь боснійського біоспелеолога Лади Лукич-Билели (Lada Lukić-Bilela), президента Біоспелеологічного товариства Боснії і Герцеговини, яка вперше знайшла предстаника виду у 2008 році..

## Поширення
Вид є ендеміком Боснії і Герцеговини. Відомий лише у типовому місцезнаходженню: у печері Врело Мокраньске Міляцке (босн. Vrelo Mokranjske Miljacke) поблизу села Кадино Село у громаді Пале на сході країни.

## Опис
Дрібні сліпі косарики світло-коричневого кольору з екстремально довгими хеліцерами (близько 3 мм). Довжина тіла близько 2 мм, педипальпи - 7 мм, кінцівки - близько 20 мм.

## Систематика
Новий вид попередньо включений в кавказько-кримський рід  Nemaspela   Šilhavý, 1966 за подібністю деяких морфологічних рис. Однак, він також розділяє деяку схожість з балканським троглобіонтним родом  Hadzinia   Šilhavý, 1966, який також близький до виду  Nemaspela femorecurvata   Martens, 2006. Всі разом вони утворюють загальний комплекс з викопним видом  Mitostoma gruberi   Dunlop and Mitov 2009 з Біттерфілдського і Балтійського бурштину.